# Against All Odds (2023)
Against All Odds (2023) – gala wrestlingu organizowana przez amerykańską federację Impact Wrestling, która była transmitowana za pomocą platform Impact Plus i YouTube (dla subskrybentów IMPACT Ultimate Insiders). Odbyła się 9 czerwca 2023 w Ohio Expo Center and State Fairgrounds w Columbus w stanie Ohio. Była to trzynasta gala z cyklu Against All Odds, a zarazem czwarta gala Impact Plus Monthly Specials w 2023 roku.
Na gali odbyło się jedenaście walk, w tym dwie w pre-show i jedna nagrana jako digital exclusive. W walce wieczoru, Alex Shelley pokonał Steve’a Maclina i zdobył Impact World Championship. W innych znaczących walkach, Ohio Versus Everything (Sami Callihan, Jake Crist i Madman Fulton) pokonali The Design (Deanera, Kona i Angelsa) w Ohio Street Fightcie, Nick Aldis wygrał 8-4-1 match i został pretendentem do Impact World Championship, a Chris Sabin pokonał Treya Miguela i zdobył Impact X Division Championship.

## Tło
Against All Odds jest cykliczną galą wrestlingu organizowaną przez federację Impact Wrestling w ramach comiesięcznych gal Impact Plus Monthly Specials. 4 kwietnia 2023 roku organizacja zapowiedziała, że trzynasta edycja gali będzie miała miejsce w Columbus w stanie Ohio w Ohio Expo Center and State Fairgrounds.

## Rwalizacje
Against All Odds oferowało walki wrestlingu z udziałem różnych zawodników na podstawie przygotowanych wcześniej scenariuszy i rywalizacji, które są realizowane podczas cotygodniowych odcinków programu Impact!. Wrestlerzy odgrywają role pozytywnych (face) lub negatywnych bohaterów (heel), którzy rywalizują pomiędzy sobą w seriach walk mających budować napięcie.

### Pojedynek o Impact World Championship
Na Under Siege, Alex Shelley wygrał sześcioosobową walkę i został pretendentem numer jeden do tytułu mistrza świata Impact na Against All Odds. Podczas walki wieczoru Under Siege, Steve Maclin z powodzeniem zachował tytuł, pokonując PCO w No Disqualification matchu, co czyni go przeciwnikiem Shelleya w tej gali.

### 8-4-1 match
30 maja, Impact ogłosił na Against All Odds pierwszy w historii „8-4-1 match”, w którym zwycięzca został pretendentem numer jeden do mistrzostwa świata Impact na Slammiversary. Uczestnikami są: Bully Ray, Jonathan Gresham, Heath, Mike Bailey, Moose, Nick Aldis, PCO i Rich Swann.
Zasady 8-4-1 matchu są następujące: 
- Walka rozpoczyna się jako Eight-man tag team match (Ray, Gresham, Heath i Aldis kontra Bailey, Moose, PCO i Swann).
- Zwycięska drużyna przechodzi następnie do four-way matchu.
- Zwycięzca four-way matchu otrzymuje walkę o mistrzostwo świata Impact na Slammiversary.

### Pojedynek o Impact X Division Championship
Na Under Siege, Trey Miguel obronił tytuł Impact X Division przeciwko Chrisowi Sabinowi po tym, jak oślepił go farbą w sprayu, gdy sędzia był odwrócony plecami. W rezultacie, Sabin otrzyma rewanż o tytuł Miguela na Against All Odds.

### Killer Kelly vs. Masha Slamovich
Po byciu po przeciwnych stronach drużyn w Hardcore War na Rebellion, Killer Kelly i Masha Slamovich zostały uwikłane w zaciekłą rywalizację. 11 maja na odcinku Impact!, Slamovich przypięła Kelly w pojedynku, będąc uwięzioną w poddaniu „Killer Clutch” tej drugiej, chociaż Kelly później odmówiła zwolnienia chwytu. Kilka tygodni później, 25 maja i podczas Under Siege, obaj biły się w tłumie, a obie kobiety używały łańcucha jako broni. W rezultacie Impact ogłosił, że Kelly i Slamovich ponownie zmierzą się ze sobą, w Dog Collar matchu na Against All Odds.

### Pojedynek o Impact World Tag Team Championship
11 maja na odcinku Impact!, Brian Myers sprzymierzył się z The Good Hands (Jason Hotch i John Skyler) po tym, jak pomógł im wygrać walkę, obiecując młodej drużynie pomoc w zdobyciu mistrzostwa Impact World Tag Team. To początkowo zaczęło się dla nich dobrze, ponieważ w następnym tygodniu, Hotch pokonał Ace Austina, połowę mistrzów tag team ABC, po asyście Skylera i Myersa. Jednak tydzień później, partner Austina Chris Bey pomścił porażkę po pokonaniu Skylera. Nawet po niepowodzeniu, Myers i The Good Hands nadal chcieli zdobyć tytuł, a Impact ogłosił, że otrzymają walkę na tytuł przeciwko ABC na Against All Odds.

### Eddie Edwards vs. Frankie Kazarian
Po wcześniejszych sporach podczas Six-man tag team matchu przed Under Siege, Eddie Edwards i Frankie Kazarian weszli w feud. Po Under Siege, Edwards pokonał Yuyę Uemurę w pojedynku; ale po tym, jak Edwards zwabił Uemurę do uścisku dłoni, Kazarian skonfrontował się z nim na rampie wejściowej, nazywając później Edwardsa złą szatnią. Po popchnięciu przez Edwardsa, Kazarian położył go jednym ciosem, po czym zrzucił żonę Eddiego, Alishę Edwards, kiedy próbowała na niego wskoczyć. Później Impact ogłosił, że Edwards i Kazarian spotkają się w walce na Against All Odds.

### Pojedynek o Impact Digital Media Championship
18 maja na odcinku Impact!, Dirty Dango został ujawniony jako napastnik dyrektora Authority Santino Marelli, zanim później pokonał mistrza Impact Digital Media, Joe Hendry’ego, który mu pomagał. Tydzień później, podczas pre-show Under Siege, Hendry obronił swoje mistrzostwo przeciwko Dango, wygrywając przez dyskwalifikację po tym, jak Dango uderzył go low blowem. Dango kontynuowałby swój atak, gdyby nie interwencja powracającego Marelli. Na kolejnym odcinku Impact! ogłoszono, że Hendry i Dango będą mieli rewanż na Against All Odds.

### Trinity i Deonna Purrazzo vs. Gisele Shaw i Savannah Evans
Trinity zadebiutowała w Impact 4 maja na odcinku Impact!, skupiając się na mistrzyni świata Impact Knockouts Deonnie Purrazzo, która później skonfrontowała się z nią na ringu. Jednak Trinity wkrótce znalazła się po złej stronie Gisele Shaw, zwłaszcza po tym, jak stylista Shaw, Jai Vidal, zrobił selfie z Trinity. Obie kobiety zmierzyły się na Under Siege, gdzie Trinity pokonała Shaw. W następnym tygodniu na Impact!, Trinity pokonała ochroniarza Shaw, Savannah Evans, po czym natychmiast wyzwała Purrazzo na walkę o mistrzostwo świata Impact Knockouts na Slammiversary, którą Purrazzo zaakceptowała. Wkrótce zostały wyrzucone przez Shaw, Evans i Vidala, ale były w stanie odeprzeć je z pomocą Jordynne Grace. Impact później ogłosił, że Purazzo i Trinity połączą siły w Tag team matchu przeciwko Shaw i Evans na Against All Odds.

### The Design vs. Ohio Versus Everything
Na Under Siege, Jake Crist powrócił do Impact, współpracując z byłym kolegą ze stajni Ohio Versus Everything (oVe), Samim Callihanem i Richem Swannem, aby pokonać The Design (Deaner, Kon i Angels). W następnym tygodniu na odcinku Impact!, Crist i Callihan pokonali Kona i Angelsa w pojedynku tag teamowym, tylko po to, by zostać naskoczonym od tyłu przez The Design, zanim Swann ich przepędził. 5 czerwca Impact ogłosił, że Callihan, Crist i powracający Madman Fulton połączą siły jako oVe, aby walczyć z The Design w Ohio Street Fightcie.

## Wyniki walk
| Nr | Wyniki | Stypulacje | Czas  |
| --- | --- | --- | ----- |
| 1D | Yuya Uemura pokonał Sheldona Jeana (z Kennym Kingiem) poprzez pinfall                                                            | Singles match | 5:20  |
| 2P | KiLynn King (z Taylor Wilde) pokonała Nevaeh poprzez pinfall                                                                     | Singles match | 5:02  |
| 3P | Joe Hendry (c) pokonał Dirty Dango poprzez pinfall                                                                               | Singles match o Impact Digital Media Championship | 6:29  |
| 4 | Frankie Kazarian pokonał Eddiego Edwardsa (z Alishą Edwards) poprzez pinfall                                                     | Singles match | 12:30 |
| 5 | ABC (Ace Austin i Chris Bey) (c) pokonali The Good Hands (Jasona Hotcha i Johna Skylera) (z Brianem Myersem) poprzez pinfall     | Tag team match o Impact World Tag Team Championship | 9:43  |
| 6 | Masha Slamovich pokonała Killer Kelly poprzez pinfall                                                                            | Dog Collar match | 11:51 |
| 7 | Chris Sabin pokonał Treya Miguela (c) poprzez pinfall                                                                            | Singles match o Impact X Division Championship | 13:12 |
| 8 | Nick Aldis pokonał Bully’ego Raya, Jonathana Greshama, Heatha, Mike’a Baileya, Moose’a, PCO i Richa Swanna                       | 8-4-1 match o miano pretendenta do Impact World Championship Faza 1: Eight-man tag team match - Ray, Gresham, Heath i Aldis pokonali Baileya, Moose’a, PCO i Swanna poprzez pinfall Faza 2: Four-way match - Aldis pokonał Raya, Heatha i Greshama poprzez submission. | 19:06 |
| 9 | Trinity i Deonna Purrazzo pokonały Gisele Shaw i Savannah Evans (z Jai Vidalem) poprzez pinfall                                  | Tag team match | 10:03 |
| 10 | Ohio Versus Everything (Sami Callihan, Jake Crist i Madman Fulton) pokonali The Design (Deanera, Kona i Angelsa) poprzez pinfall | Ohio Street Fight | 14:53 |
| 11 | Alex Shelley pokonał Steve’a Maclina (c) poprzez pinfall                                                                         | Singles match o Impact World Championship | 22:41 |
| (c) – mistrz/mistrzyni przed walkąD – walka była dark matchem (nietransmitowana w TV)P – walka miała miejsce w pre-show | | |       |